# Fatuaruin
Fatuaruin is een bestuurslaag in het regentschap Belu van de provincie Oost-Nusa Tenggara, Indonesië. Fatuaruin telt 1008 inwoners (volkstelling 2010).